# 斯內德克冰川
斯內德克冰川（英語：Snedeker Glacier）是南極洲的冰川，位於威爾克斯地，根據美國海軍拍攝的空中照片繪入地圖，以照片判讀員命名，現時由南極條約體系管理。